# Giwi Anfimiadi
Giwi Iljicz Anfimiadi, ros. Гиви Ильич Анфимиади, gr. Γιβι Ανφιμιάδης (ur. 9 grudnia 1945 w Tbilisi, Gruzińska SRR, ZSRR) – radziecki piłkarz pochodzenia greckiego, grający na pozycji pomocnika, a wcześniej napastnika, rosyjski bilardzista.

## Kariera piłkarska
Wychowanek Szkoły Piłkarskiej nr 35 Ministerstwa Oświaty w Tbilisi. W 1963 roku rozpoczął karierę piłkarską w klubie Urożaj Krymsk. Latem 1964 przeszedł do Cementu Noworosyjsk, który w następnym sezonie zmienił nazwę na Czernomoriec Noworosyjsk. Latem 1966 został zaproszony do pierwszoligowego Lokomotiwu Moskwa, ale po pół roku był zmuszony bronić barw wojskowego klubu SKA Rostów nad Donem. W 1969 został piłkarzem Torpeda Kutaisi. W 1971 roku przeniósł się do Trudu Woroneż, w którym występował do zakończenia kariery piłkarskiej w 1978 roku.

## Kariera bilardzisty
Po zakończeniu kariery piłkarskiej rozpoczął zawodowo grać w bilard. Od 1989 kiedy została założona Federacja Sportu Bilardowego ZSRR zaczął uczestniczyć we wszystkich organizowanych turniejach. Wielokrotny mistrz Rosji w bilardzie.

## Sukcesy i odznaczenia

### Sukcesy klubowe w piłce nożnej
- wicemistrz Drugiej Ligi ZSRR: 1977
- brązowy medalista mistrzostw Drugiej Ligi ZSRR: 1972

### Sukcesy bilardowe
- zdobywca Pucharu ZSRR spośród drużyn klubowych: 1990
- mistrz Rosji: 1991, 1992, 1993
- wicemistrz świata: 1994
- mistrz świata: 1995
- absolutny wicemistrz świata: 1999
- mistrz świata spośród drużyn klubowych: 2000, 2001

### Odznaczenia
- tytuł Mistrza Sportu ZSRR: 1972